# المرحلة الثانية في تصفيات آسيا لكأس العالم 2010
هذه الصفحة تحتوي على مباريات الدور الثاني من تصفيات قارة آسيا المؤهلة إلى بطولة كأس العالم لكرة القدم 2010.

## الطريقة
في الجولة الثانية ومن ضمن الفرق ال19 المتأهلة من الدور الأول تأهل الفرق أصحاب المراكز ال11 الأولى في التصنيف إلى الدور الثالث بينما الفرق الثمانية المتبقية عليها أن تلعب مع بعضها البعض، وستلتقي الفرق من 16-19 الفرق من 12-15.

## ملخص
| الفريق الأول | إجم. | الفريق الثاني | مباراة الذهاب | مباراة الإياب |
| ------------ | ---- | ------------- | ------------- | ------------- |
| هونغ كونغ    | 0–3  | تركمانستان    | 0–0           | 0–3           |
| إندونيسيا    | 1–11 | سوريا         | 1–4           | 0–7           |
| سنغافورة     | 3–1  | طاجيكستان     | 2–0           | 1–1           |
| اليمن        | 1–2  | تايلاند       | 1–1           | 0–1           |

## المباريات
| هونغ كونغ | 0 – 0 | تركمانستان |
| --------- | ----- | ---------- |
|           | تقرير |            |

| تركمانستان                                                   | 3 – 0 | هونغ كونغ |
| ------------------------------------------------------------ | ----- | --------- |
| ميكان نصيروف 42' · فلاديمير بايراموف 53' · عارف ميرزوييف 80' | تقرير |           |

فاز منتخب تركمنستان 3-0 في مجموع المباراتين وتأهل إلى الدور الثالث.
| إندونيسيا          | 1 – 4 | سوريا                                                             |
| ------------------ | ----- | ----------------------------------------------------------------- |
| بودي سودارسونو 39' | تقرير | فراس إسماعيل 17' · محمد زينو 34' · زياد شعبو 43' · رجا رافع 90+3' |

| سوريا                                                                          | 7 – 0 | إندونيسيا |
| ------------------------------------------------------------------------------ | ----- | --------- |
| زياد شعبو 40'، 44'، 87' · رجا رافع 60'، 72'، 90' · جهاد الحسين 81' (ركلة جزاء) | تقرير |           |

فاز منتخب سوريا 11-1 في مجموع المباراتين وتأهل إلى الدور الثالث.
| سنغافورة                 | 2 – 0 | طاجيكستان |
| ------------------------ | ----- | --------- |
| ألكساندر دوريتش 23'، 44' | تقرير |           |

| طاجيكستان          | 1 – 1 | سنغافورة        |
| ------------------ | ----- | --------------- |
| جامشيد إسمايلوف 2' | تقرير | نوح علم شاه 25' |

فاز منتخب سنغافورة 3-1 في مجموع المباراتين وتأهل إلى الدور الثالث.
| اليمن          | 1 – 1 | تايلاند               |
| -------------- | ----- | --------------------- |
| علي النونو 43' | تقرير | سارايوت تشايكامدي 35' |

| تايلاند               | 1 – 0 | اليمن |
| --------------------- | ----- | ----- |
| سارايوت تشايكامدي 16' | تقرير |       |

فاز منتخب تايلند 2-1 في مجموع المباراتين وتأهل إلى الدور الثالث.